# Ilarvirus CLRV
Espèce
Synonymes
- Citrus leaf rugose virus (ICTV, 1976)

Selon CABI :
- Citrus crinkly leaf ilarvirus
- Citrus leaf rugose ilarvirus
- citrus variegation ilarvirus
- Citrus variegation virus

Ilarvirus CLRV (CLRV, virus de la frisolée des agrumes) est une espèce de virus du genre Ilarvirus (famille des Bromoviridae). Ce sont des virus à ARN linéaire, à simple brin et à polarité positive (ssRNA), classés dans le groupe IV de la classification Baltimore. Ces virus infectent des plantes-hôtes (phytovirus) du genre Citrus (agrumes), principalement des orangers.